# Aupito William Sio

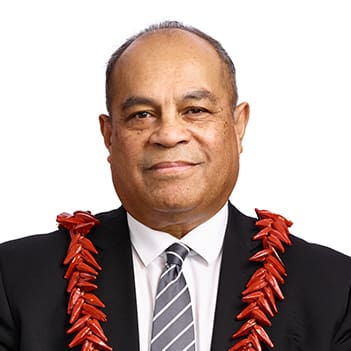
Aupito William Sio (2020)

Aupito Toeolesulusulu Tofae Suʻa William Sio, in der Öffentlichkeit als Aupito William Sio oder auch als William Sio bekannt, (* 1960 auf der Insel Upolu, Samoa) ist ein neuseeländischer Politiker der New Zealand Labour Party.

## Leben
Aupito Tofae Suʻa William Sio wurde 1960 im Inselstaat Samoa geboren und kam 1969 nach Neuseeland. Seine Mutter besaß Wurzeln zu den Dörfern Satapuala, Sapoʻe und Falevao der Insel Upolu und sein Vater zu den Dörfern Matatufu, Lotofaga der gleichen Insel und zur Insel Savaiʻi.
Sio erhielt seine Grundschulbildung in Satapuala (Samoa) und in den Stadtteilen Ōtāhuhu des ehemaligen Auckland City und Ōtara des ehemaligen Manukau City. Im letzteren besuchte er das Samoa College und das Hillary College bis zur Universitätsreife. Es folgten Studienzeiten an der Brigham Young University, am Carrington Polytechnic Institute und am Henley Management College.

## Berufliche Tätigkeit
Beruflich betätigte Sio sich vielfältig, war ursprünglich einmal als Drucker tätig und als Betreiber eines familiär geführten Obstgeschäfts. Als Beamter arbeitete er für verschiedene Regierungsstellen in Neuseeland und Samoa, war als Manager des Pacific Business Trust aktiv und als Gewerkschaftsfunktionär der Gewerkschaftsbewegung in Neuseeland und Samoa. Als Mitglied des Lenkungsausschusses der South Pacific Oceanic Council of Trade Unions unterstützte er aktiv die Gewerkschaft und arbeitete auch als Organisator für die Trade Union Education Authority (TUEA).

## Politische Karriere
Sio trat 1986 in die Labour Party ein, war von 2007 bis 2008 stellvertretender Bürgermeister der damaligen noch eigenständigen Stadt Manukau City und war zuvor von 2001 bis 2008 Stadtverordneter des Ōtara Ward der Stadt. Im Jahr 2005 kandidierte Sio aus Platz 47 der Wahlliste seiner Partei, verfehlte aber den Einzug ins New Zealand Parliament um zwei Positionen der Liste. 2008 gelang ihm der Einzug ins Parlament dann doch durch zwei Rücktritte von Abgeordneten seiner Partei. In der noch im selben Jahr stattfindenden General Election trat Sio für den Wahlkreis Māngere an, gewann und konnte auch die vier nachfolgenden Wahlen bis 2020 in dem Wahlkreis für sich entscheiden.

### Ministerämter in der Regierung Ardern
Als Labour unter der Führung von Jacinda Ardern die Parlamentswahl 2017 gewann, holte Ardern Sio für folgende Ministerposten ins 1. Kabinett ihrer Regierung:
| Minister                      | vom              | bis              |
| ----------------------------- | ---------------- | ---------------- |
| Minister for Pacific Peoples  | 26. Oktober 2017 | 6. November 2020 |
| Associate Minister for Courts | 26. Oktober 2017 | 6. November 2020 |
| Associate Minister of Justice | 26. Oktober 2017 | 6. November 2020 |

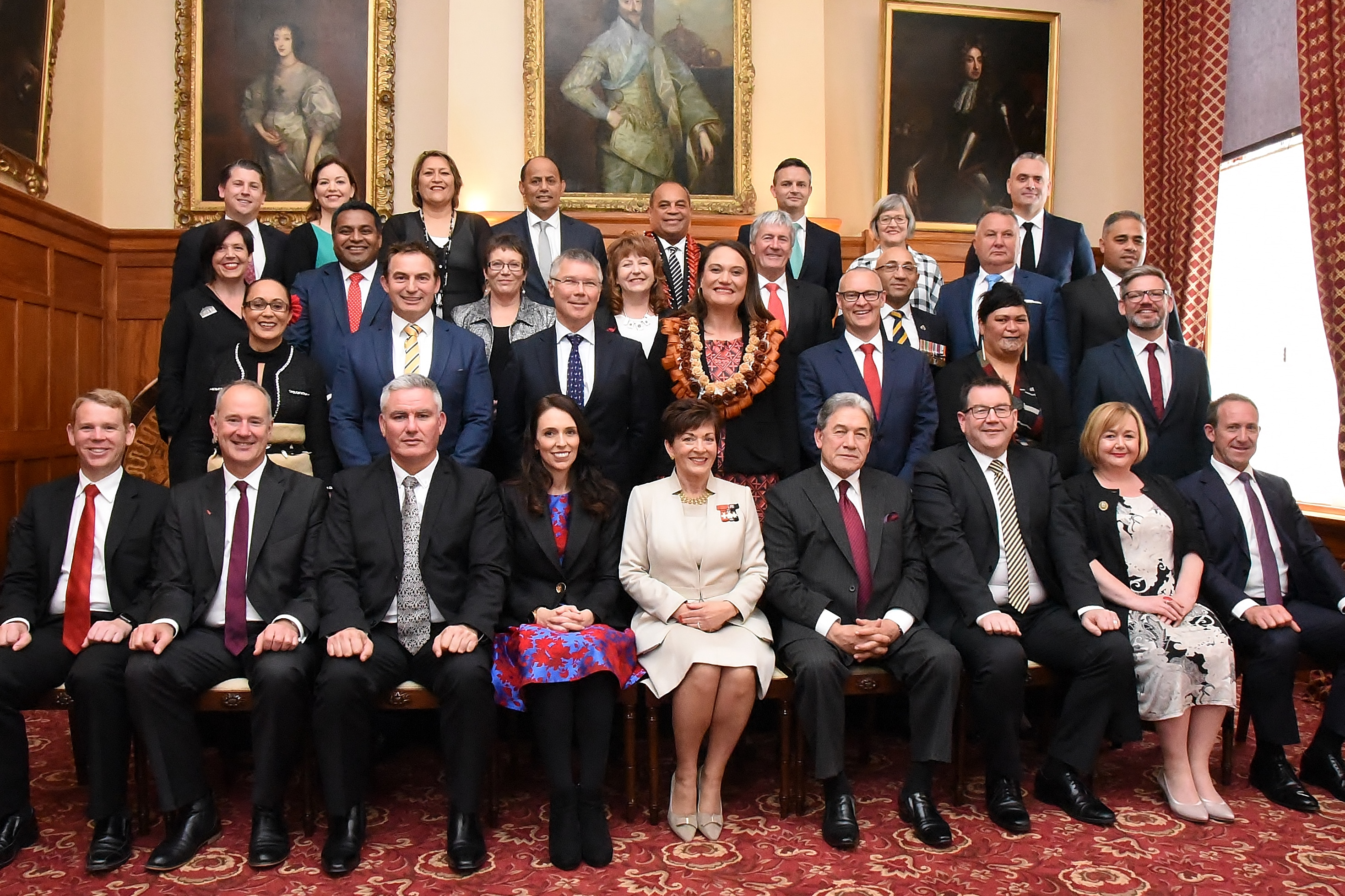
Aupito William Sio (2017)
4. von rechts in der letzten Reihe

Nach der Wiederwahl von Labour im November 2020 bildete Ardern ihre Regierung um. Sio wurde Mitglied des 2. Kabinett und wurde mit folgenden Ministerposten betraut:

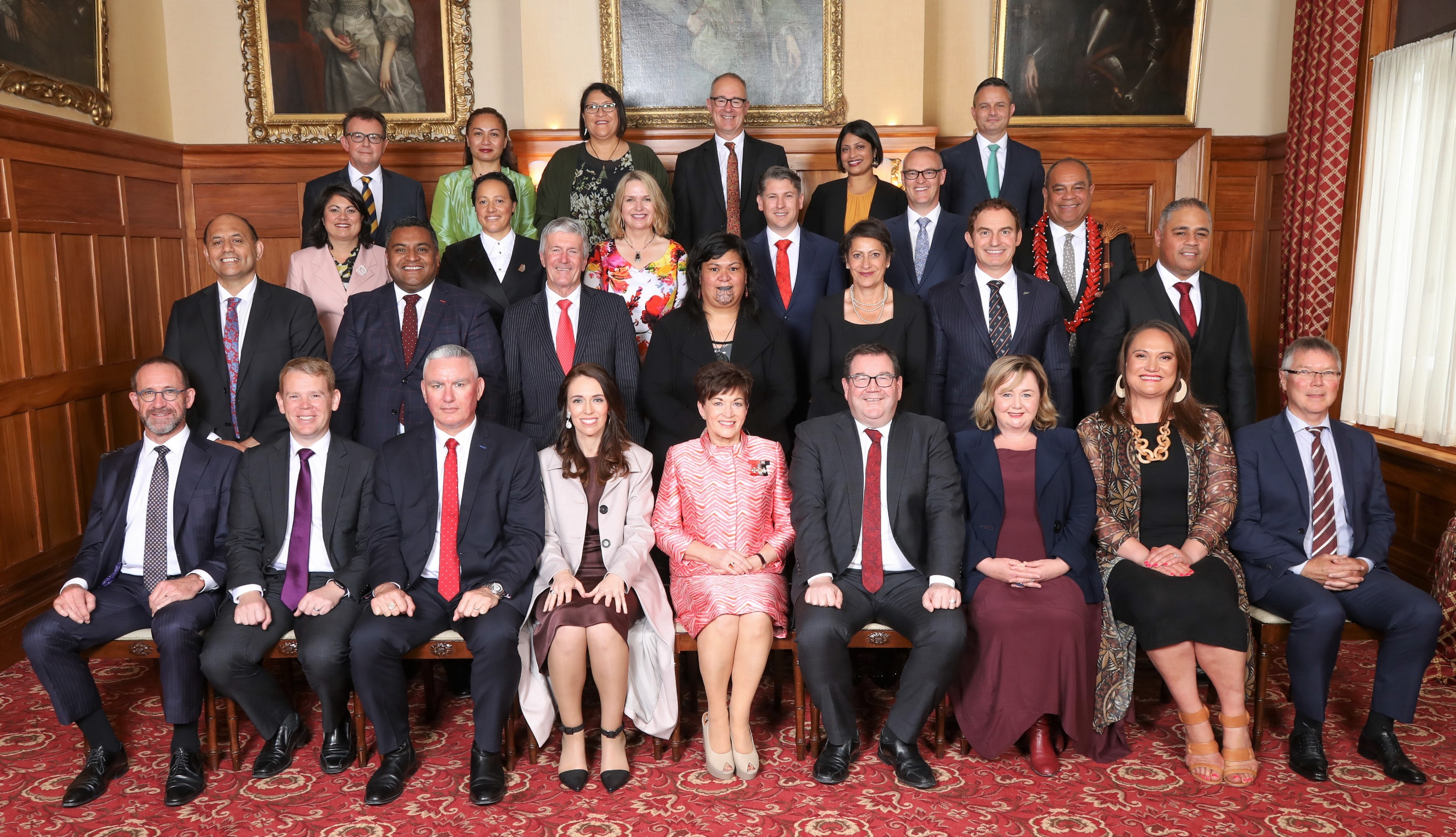
Aupito William Sio (2020)
1. von rechts in der dritten Reihe

| Minister                                          | vom              | bis             |
| ------------------------------------------------- | ---------------- | --------------- |
| Minister for Courts                               | 6. November 2020 | 25. Januar 2023 |
| Minister for Pacific Peoples                      | 6. November 2020 | 25. Januar 2023 |
| Associate Minister of Education (Pacific Peoples) | 6. November 2020 | 25. Januar 2023 |
| Associate Minister of Foreign Affairs             | 6. November 2020 | 25. Januar 2023 |
| Associate Minister of Health (Pacific Peoples)    | 6. November 2020 | 25. Januar 2023 |
| Associate Minister of Justice                     | 6. November 2020 | 25. Januar 2023 |

### Ministerämter in der Regierung Hipkins
Mit dem Rücktritt von Jacinda Ardern als Premierministerin in der laufenden Legislaturperiode und der Übernahme des Amtes durch ihren Parteikollegen Chris Hipkins am 25. Januar 2023, blieben die Ministerämter von Aupito unverändert.
| Minister                                          | vom             | bis             |
| ------------------------------------------------- | --------------- | --------------- |
| Minister for Courts                               | 25. Januar 2023 | 1. Februar 2023 |
| Minister for Pacific Peoples                      | 25. Januar 2023 | 1. Februar 2023 |
| Associate Minister of Education (Pacific Peoples) | 25. Januar 2023 | 1. Februar 2023 |
| Associate Minister of Foreign Affairs             | 25. Januar 2023 | 1. Februar 2023 |
| Associate Minister of Health (Pacific Peoples)    | 25. Januar 2023 | 1. Februar 2023 |
| Associate Minister of Justice                     | 25. Januar 2023 | 1. Februar 2023 |

Quellen: Department of the Prime Minister and Cabinet New Zealand Parliament
Bei der Kabinettsumbildung von Chris Hipkins wurde Sio nicht mehr berücksichtigt und trat damit mit Wirkung vom 1. Februar 2023 aus der Regierung aus. Zur Parlamentswahl im Jahr 2023 trat Sio auch nicht mehr für seinen Wahlkreis Māngere an.
In Anerkennung seiner Amtszeit als Mitglied des Executive Council verlieh der Generalgouverneur von Neuseeland Sio mit Wirkung vom 14. Februar 2023 ihm den Titel „The Honourable“ (der Ehrenwerte).